# Момина клисура (пролом на Марица)
Вижте пояснителната страница за други значения на Момина клисура.
Проломът Момина клисура е пролом на река Марица в Южна България, между планината Рила на юг и югозапад и рида Еледжик (част от Ихтиманска Средна гора) на север и североизток в община Белово, област Пазарджик. Свързва най-югозападната част на Костенецко-Долнобанската котловина с най-западната част на Горнотракийската низина.
Проломът е с дължина около 16 km, а средната му надморската височина е около 378 m. Проломът е антецедентен и е всечен в кристалинни шисти и мрамори с множество карстови форми – понори и пещери. При протичането на Марица през пролома в нея отдясно се вливат реките Сестримска и Яденица. Почвите в пролома са ранкери, литосоли, рендзини и делувиални. Растителната покривка е представена от храсти и гори от келяв габър, а на места склоновете са голи.
Започва югоизточно от град Костенец, на около 460 m н.в. и се насочва на изток-югоизток. В района на гара Сестримо е средата на пролома, там надморската му височина е около 378 m. Завършва северно от квартал Малко Белово на град Белово, в най-западната част на Горнотракийската низина, на 292 m н.в.
По протежението му са разположени селата Габровица и Момина клисура и град Белово.
През пролома преминава участък от 15,9 km от първокласния Републикански път I-8 ГКПП Калотина – София – Пловдив – ГКПП Капитан Андреево - Капъкуле (от km 148,7 до km 164,6).
Успоредно на шосето преминава и около 16-километров участък от трасето на жп линията София – Пловдив.

## Други
На Момина клисура е наречена улица в квартал „Сухата река“ в София (Карта).

## Топографска карта
- Лист от карта K-34-72. Мащаб: 1 : 100 000.
- Лист от карта K-35-61. Мащаб: 1 : 100 000.